# Ghiyath al-Kashi
Ghiyāth al-Dīn Jamshīd Masʿūd al-Kāshī (hay al-Kāshānī) (tiếng Ba Tư: غیاث‌الدین جمشید کاشانی) (khoảng 1380 – 22/6/1429) là nhà toán học người Ba Tư. Ông là một trong những nhà toán học xuất sắc nhất cuối thời toán học Hồi giáo. Ông là một trong những nhà khoa học lớn cuối cùng của trường phái Samarkand, một trong những trường phái lớn về khoa học thời kỳ Hồi giáo. Ông là người đầu tiên đã tính số Pi tới hơn 10 chữ số, phá kỷ lục của nhà toán học Trung Quốc Tổ Xung Chi. Với con số Pi chứa 17 chữ số, nhà toán học người Ba Tư đã lập nên kỷ lục mới, phá vỡ thế độc tôn của số Pi của Tổ Xung Chi đã tồn tại trong suốt hơn 1000 của lịch sử toán học. Để làm được điều này, al-Kāshī đã xét các đa giác đều có 3×1028 cạnh nối tiếp và ngoại tiếp đường tròn. Đây là cách mà Archimedes đã từng sử dụng và nó khác hoàn toàn với phương pháp tô điểm của Tổ Xung Chi. Ngoài ra al-Kāshī còn dự báo số Pi là con số vô tỉ, tức là không thể biểu diễn nó dưới dạng bất cứ tỉ lệ nào, điều được nhà toán học người Thụy Sĩ Johann Heinrich Lambert chứng minh vào hơn 200 năm sau đó. Thêm vào đó, không thể không kể tới việc phát minh ra định lý sin (tên gọi phổ biến của định lý al-Kashi) của nhà toán học này. Nhờ đó, ta dễ dàng tính giá trị các góc của một tam giác khi chỉ biết giá trị của các cạnh.